# Kleines Aletschhorn
Ne doit pas être confondu avec Aletschhorn.
Le Kleines Aletschhorn est un sommet des Alpes bernoises, en Suisse, situé dans le canton du Valais, qui culmine à 3 745 m d'altitude.
Situé entre le Sattelhorn à l'ouest et l'Aletschhorn à l'est, il surplombe le glacier d'Aletsch au nord et le glacier d'Oberaletsch (Oberaletschgletscher) au sud.